# Наумова Олена В'ячеславівна
Наумова Олена В'ячеславівна (нар. 25 червня 1965, Нова Маячка, Херсонська область) — українська блогерка, громадська активістка, педагогиня, вихователька, поетеса. Нагороджена орденом «За мужність» ІІІ ступеня.

## Біографія
Олена Наумова (Ярощенко) народилася 25 червня 1965 року в смт Нова Маячка Херсонської області. ЇЇ мати була вчителькою, батько працівником радгоспу. Закінчила Херсонську школу-інтернат № 2 (нині — Херсонський ліцей Херсонської обласної ради), займалася в літературно-творчій студії при Херсонському Палаці піонерів під керівництвом Марка Боянжу. У 1982 році брала участь у XIX республіканському семінарі юних авторів у місті Івано-Франківськ.
У 1986 році Олена закінчила Київський державний  педагогічний інститут  iм. М. Горького. Отримала спеціальність — учитель етики та психології сімейного виховання.
Олена В'ячеславівна почала друкуватися ще з 1980 року у газетах «Наддніпрянська правда», «Ленінський прапор», а згодом — у збірниках та альманахах. У 2012 році вийшло дві поетичні збірки Олени Наумової: «Вторая сотня» та «Черешенька».
До початку повномасштабного вторгнення РФ в Україну Олена Наумова працювала вихователькою Херсонського закладу дошкільної освіти № 41, знімала веселі пізнавальні відео разом зі своїми вихованцями. Коли росіяни захопили Херсон Олена Наумова брала участь у проукраїнських мітингах, знімала в TikTok ролики, де розповідала про життя Херсона в окупації, поширювала відео у мережі, а також висловлювала підтримку Україні. Спочатку жінка знімала все, що відбувається в місті. А коли це стало небезпечно виходила в ефір зі свого двору. Стримами збирала гроші на продукти і ліки для херсонців. Російські військові викрали Наумову 23 серпня 2022 року з її будинку в Херсоні, утримували в підвалі будівлі Суворовської райради, знущалися, прив'язували дротами, лякали струмом, називали екстремісткою і вимагали змінити політичні погляди. Після двох тижнів ув'язнення, 6 вересня, її відпустили «під домашній арешт», змусивши записати відео з вибаченнями перед армією РФ. Проте вона продовжувала вести активну проукраїнську волонтерську діяльність. І паралельно чекала на «дозвіл» від окупаційних військ евакуюватися на підконтрольну Україні територію . Жінка розказала, що для того, щоб врятувати своє життя, довелося інсценувати чергове викрадення. Її переховували небайдужі люди аж до визволення Херсону ЗСУ.
Улітку 2023 року в Одесі розпочався судовий процес у справі про викрадення російськими окупантами виховательки дитсадка та блогерки з Херсона Олени Наумової, яку 11 днів утримували в підвалі за її проукраїнську позицію.
Після визволення Херсону Олена Наумова залишилася в місті. Жінка продовжує працювати онлайн у дитсадочку, а також вести прямі ефіри у TikTok, де закликає допомагати нашим захисникам звільнити всі окуповані РФ українські території.
Президент України Володимир Зеленський нагородив Олену Наумову орденом «За мужність» ІІІ ступеня «за значні заслуги в зміцненні української державності, мужність і самовідданість, виявлені в захисті суверенітету та територіальної цілісності України, вагомий особистий внесок у розвиток різних сфер суспільного життя, сумлінне виконання професійного обов'язку».

### Твори
- Пускай горит моя звезда: [лирика] / Е. Наумова ; [ред. и авт. вступ. ст. Т. Н. Щерба]. — Херсон: [Алексеев  Графика], 2006. — 86 c.

- [Добірка віршів] / О. Наумова // Таврія поетична: альманах / [ред. Т. М. Щерба, редкол. : М. І. Братан, іл. А. І. Кичинський]. — Херсон, 2007. — С. 215—226.
- Я день разрежу пополам: [поэзия] / Е. Наумова (Ярошенко) // Степ: літературно-художній альманах / Упр. культури і туризму ХОД, Херсон. обл. орг. Нац. спілки письменників України ; [голов. ред. О. Бутузов]. — Херсон, 2007. —Вип. 15. — С. 125—126.
- Вторая сотня: сб. стихов / Е. Наумова ; ред., предисл. Т. Н. Щербы. — Херсон: Айлант, 2012. — 87 с.
- «Черешенька»: збірка віршів і малюнків / О. Наумова ; ред. Т. М. Щерба. — Херсон: Айлант, 2012. — 57 с.